# Quarkspace
Quarkspace was een Amerikaanse band binnen de niche van spacerock.
Het begon rond 1984 als de schoolband Quark! in Dayton (Ohio) en Columbus (Ohio). Ze speelde voornamelijk covers van onder meer Frank Zappa, Camel in Neil Young in en rond Columbus. Al in 1986 kwam de band weer stil te liggen, studies hadden voorrang, de muziek was onder leiding van Jay Swanson (toetsenist van het eerste uur), Chet Santia (basgitaar) en Paul Williams (drummer) richting spacerock en psychedelische rock opgeschoven, gelijkend op Hawkwind.
Swanson en Williams bleven thuis muziek spelen en richtten alvast hun eigen platenlabel op: Eternity's Jest. In 1991 kwam er een doorstart, nu onder de naam Quarkspace; softwarebedrijf Quark had inmiddels enige bekendheid gekregen, dus die naam kon niet meer gebruikt worden. In 1996 volgden de eerste uitgaven, waarbij onderscheid werd gemaakt tussen officiële uitgaven en probeersels (Spacefold-serie 1 tot en met 12). De studioalbums The hidden moon en Drop kregen enige bekendheid, maar in 2004 viel het doek voor Quarkspace, al zou de band nog wel eens wat opnemen. Paul Williams ging verder met Church of Hed. Verder dan optredens in de omgeving van de Ohio kwam de band niet.

## Discografie
- 1996: Quarkspace
- 1998: Orion Live
- 2000: The hidden moon
- 2001: Drop
- 2004: Node in Peril
- 2018: All these suns (digital album; opnamen uit de periode 2009-2014 en 2018)

### Live Orion (1998)
Live Orion is een livealbum dat werd opgenomen tijdens  het Orion Spacerock Festival in Baltimore in 1997. Het was de tweede release op het eigen internationaal platenlabel van Quarkspace genaamd Eternity’s Fest Records. De band speelde richtingloze spacerock, een flauwe variant van de muziek van Hawkwind. AllMusic gaf aan dat de beste track Whitehawk space was, maar dat is het enige studionummer van het album.
Tracks: 1: Close to the whipping post (6:18), 2: Air (5:26), 3: Spiren space (6;12), 4: In my lost mind (7;25), 5: Dead raven space (5;29), 6: Don’t stop de Levee (3:53), 7:  Quarkital (5:44), 8: Faerienot space (9:28), 9: Dancing swan (10:18) en 10: Whitehawk space (8:11)
Personeel: Chet Santia (basgitaar, gitaar, stem), Jay Swanson (toetsen), Dave Wexler (gitaar), Paul Williams (drums); bassist Darren Gouch was ziek tijdens het concert, maar zijn partij werd later via overdubs in de opnamen gevoegd.

### The hidden moon (2000)
The hidden moon is het tweede studioalbum; het werd een dubbelalbum. Het werd grotendeels in 1999 opgenomen en uitgegeven via Eternity’s Jest Records. Het album wordt gekenmerkt door relatief weinig zang en elektronisch slagwerk. Alhoewel van wisselende kwaliteit (Somebody else’s dream lijkt eindeloos) is er een goede lange track binnen de spacerock en progressieve rock te vinden in Where galaxies collide.
Musici: Chet Santia (basgitaar, akoestische gitaar, zang), Jay Swanson (synthesizers), Dave Wexler (gitaar), Paul Williams (drumstel, synthesizers, loops, stem) en Darran Gough (gitaar) met gasten Stan Lyon (gitaar op Teather) en Loftus Road Chorus (The circle en Park rangers)
Muziek: 

CD1: 1: Prince (7:06), 2: Starbridge freaks (9:44), 3: Bone’s blues for Planet X (10:10), 4: Somebody else’s dream (13:39), 5: Krautball’s demise (17:38), 6: Astral grinder (7:23), 7: Outerspace highway (7:09)
CD2: I bet he’s looking for the spaceman (12:48), 2: The circle (7:05), 3: Nebula (7:00), 4: In the shadows (6:47), 5: Where galaxies collide (18:43), 6: Park rangers (8:38), 7: No.5 (3:19) en 8: Teather (7:36) 

### Drop (2001)
Drop is het derde officiële studioalbum van Quarkspace. Het kreeg echter geen officiële uitgave; het was vanaf november 2001 alleen te koop op cd-r met minimale info. Als protest tegen de handel en wandel binnen de platenwereld werden minimale prijzen gerekend en werd het album afgesloten met een hidden track. Quarkspace was al gestopt met optredens. De muziek bestaat grotendeels uit spacerock met invloeden van elektronische muziek.
Musici Quarkspace: Stan Lyon (basgitaar, gitaar), Chet Santia (basgitaar, gitaar, zang, percussie) , Jay Swanson (toetsen), Paul Williams (drums)
Gastmusici: Steve Hayes (toetsen, 4, 8, 12), Matt Kearns (gitaar, 6), Greg Kozlowski (gitaar, synthesizer, 4, 12), Kendra Lewis (zang, 3, 7), Bevin Lynch (zang, 3, 5, 7), Cameron Tummel (percussie, 8, 12), Thom Woodruff (spreekstem Blanket Hill), Bonnydon Players of Santa Cruz (percussie, 9)
Muziek: 1: Spinning (2:34), 2: Starbridge freaks (2) (6:37), 3: Sound inside you (4;42), 4: Pavlovian causeway (5:27), 5: The storm (2:43), 6: Newton’s dream (6:59), 7: Drop out from the world (2:45), 8: Vazt (4:35), 9: Bonnydoon (5:59), 10: Starbridge freaks (3) (6:27), 11: The lie (4:28) en 12: Blanket Hill (20:19) 

### Node in peril (2004)
Node in peril is het vierde studioalbum van Quarkspace. Het omvat instrumentale muziek opgenomen in de periode 2001 tot 2004; plaats van handeling was hun eigen Eternity’s Jest Studio; uitgave kwam op het gelijknamige label. De muziek werd samengesteld ter completering van een comic van Matt Howarth (Node 817 is in gevaar). Quarkspace recyclede daarbij muziek van het reeds uitgebrachte Spacefold 7 en het in voorbereiding zijnde Spacefold 8. Het zijn (her)bewerkingen waarbij de band zich toestond overdubs te plaatsen, hetgeen juist niet de bedoeling is van de Spacefolds-albums. Een volgend album, al aangekondigd in het boekwerkje, liet lang op zich wachten. All these suns verscheen in 2018 alleen digitaal.
Musici: Chet Santia (basgitaar, gitaar, percussie), Jay Swanson (toetsinstrumenten), Paul Williams (drums, toetsen), Stan Lyon (gitaar)met gast Carlton Smith (percussie, track 4)
Muziek: 1: Underspace (6:14), 2: Signal-to-noise ratio error (4:32), 3: Lucid rust (A: Quasi dimensional lifeform; B: Caustic appetite; C: Responsive to stimuli; totaal 14:51), 4: Entering node 817 (8:49), 5: The misformed eco-tourist (3:46), 6: Waking the beast (13:41), 7: A momentary lapse for Florence and the Ripper (9:17), 8: Reality resumed (All stars shine) (8:31) 

## Spacefolds
De Spacefolds-serie

### Spacefolds 1 (1996)
Het album werd al improviserend opgenomen, als oefening van een optreden op een festival. Opnamen geschiedden op een DAT. Faerienot space zou verder ontwikkeld worden:
Personeel: Chet Santia (bas, gitaar), Jay Swanson (toetsen), Paul Williams (drums), Darren Gough (gitaar), Dave Wexler (gast, gitaar)
Tracks: 1: Blackhawk's circle 1 (6:29), 2: The drummer's triangle (2:31), 3: Blackhawk's circle 3 (5:11), 4: Blackhawk's circle 2 (5:35), 5: Faerienot space (8:35)
CD-versie in 2001 via mp3.com.

### Spacefolds 2 (1997)
Idem als Spacefolds 1, maar dan met toepassingen van de looptechniek; Wexler is bij deze opnamen vast bandlid geworden.
Tracks: 1: Original royalty (11:03), 2: Ambient 1 (4:27), 3: Go (7:42) en 4: Quarkedelic (5:58)
CD-versie in 2001 via mp3.com 

### Spacefolds 3 (1997)
Idem als Spacefolds 1. Volgens de band zelf is Quarkital beïnvloed door Orbital, Sly and the family stoned heeft een drumloop van Sly Dunbar.
Tracks: 1: Spring equinox 97 (9:43), 2; Freakin with the qboyz (5:13), 3: Quarkital (6:43) en 4: Sly and the family stoned (6:41)
CD-versie in 2001 via mp3.com 

### Spacefolds 4 (1998)
Idem als Spacefolds 1, maar dan zonder Darren Gouch, die meer tijd voor zijn familie wilde.
Tracks: 1: Fall approaches (8:09), 2: Chocolate space cookies (2:58), 3: It flows to the ocean (3:33), 4: Trinary space, part1 1 and 2 (14:51)
CD-versie in 2001 via mp3.com 

### Spacefolds 5 (1999)
Spacefolds 5 is uitgegeven op het platenlabel van de band Eternity’s Jest Records (EJ0019). Het album werd echter niet in een hoes gestoken. Opnieuw zijn het improvisaties, maar door de verbeterde geluidsstudio en opnametechnieken is de geluidskwaliteit beter dan eerdere Spacefolds-uitgaven, aldus de band. Er is geen wijziging in de personele bezetting. Tracks: 1; Recaesar (16:00), 2; Qspace pixies (12:02), 3: Psionic rift (3:07), 4: Voyage (7:38), Dark prophecy (15:36) en 6: Project quark (10:48) 

### Spacefolds 6 (2000)
Spacefolds 6 werd uitgebracht in 2000. Deze improvisaties in een stijl die tussen Hawkwind, Ozric Tentacles en Van der Graaf Generator ligt, werden uitgebracht via hun eigen platenlabel Eternity’s Jest Records te Columbus. Musici: Chet Santa (basgitaar, gitaar), Jay Swanson (synthesizers), Dave Wexler (gitaar), Paul Williams (drums) en Stan Lyon (gitaar, bas). Op het label werd ook Darren Cough nog genoemd als gitarist emeritus. 
Tracks: 1: Sheep farm (8:20), 2: Sturm und clam (9:52), 3: Bonzo GSB (11:08), 4: Guy Evans (4:14), 5: D.O.H.B. nr. 1 (9:50), 6: D.O.H.B. nr. 2 (4:43), 7: Funkpalast at Brian’s wormhole (11:35), 8: The strangest thing (5:01) 

### Spacefolds 7 (2001)
Spacefolds 7 werd uitgebracht in 2001 uitgebracht op het Eternity’s Jet Records. De opzet is nog steeds hetzelfde, geïmproviseerde muziek. Volgens Allmusic een van de betere opnamen in de serie met repeterende muziek in de stijl Robert Fripp (een vergelijking met zijn Frippertronics werd gemaakt voor Chippertronics), spacerock in de trant van Ozric Tentacles en ambient van Tangerine Dream.
Tracks: 1: Black star shining (8: 11), 2: The translight limited (4:42), 3: Jay, the prog boy (3:15), 4: Fissure (6:28), 5: Red star pulsing (6:06), 6: Fujita (5:26), 7: Aplliances of the gods (5:16), 8: The living stone (4:48), 9: Green star shooting (10:59), 10: Chippertronics, volume 1 (6:23), 11: True millennium (4:40), 12: Blue star glowing (6:16)
Samenstelling Quarkspace is hetzelfde als bij nummer 6. Spacefolds 8 zou pas in 2007 volgen.